# Procrastination du sommeil
Ne doit pas être confondu avec Insomnie.

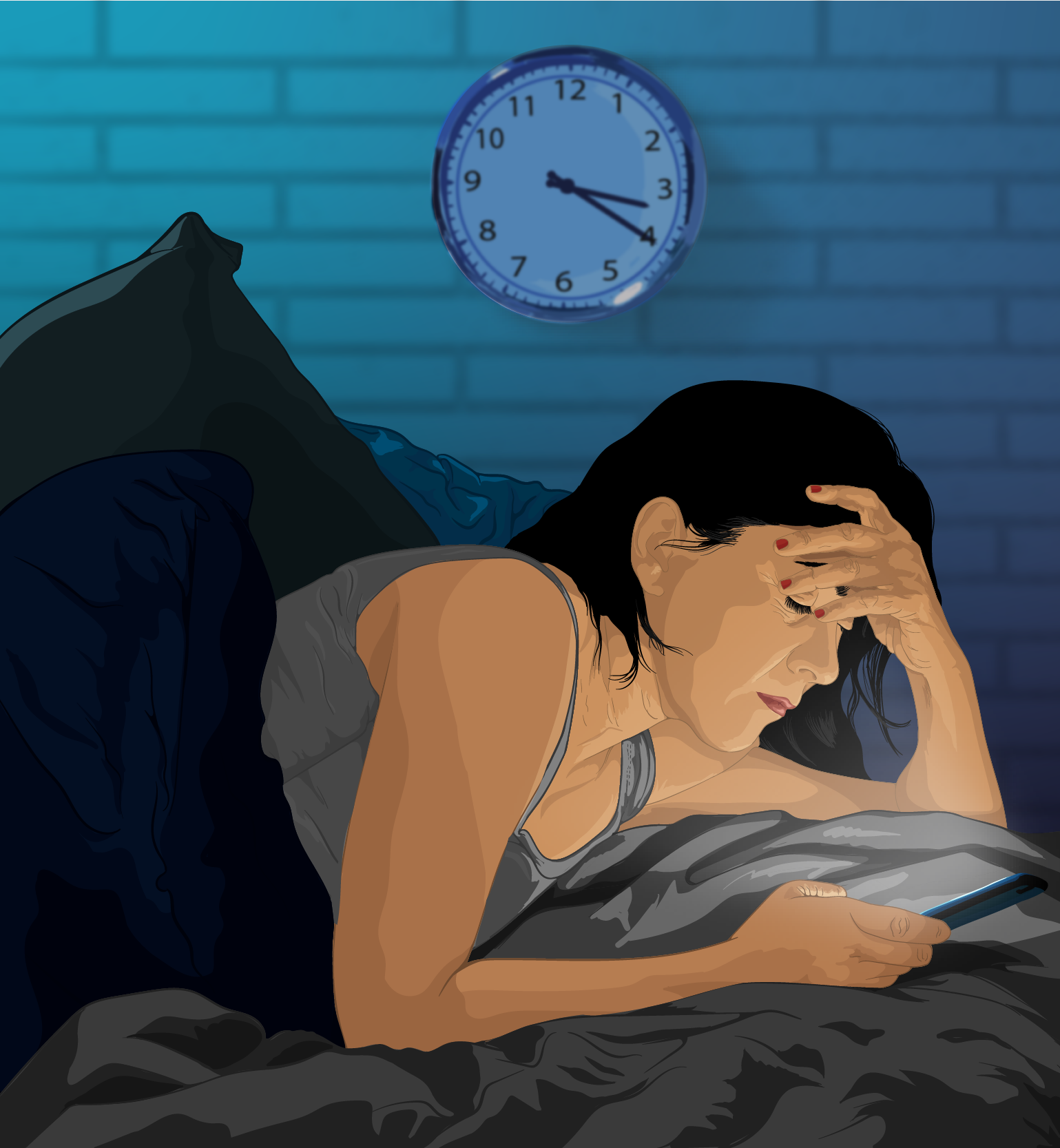
Phénomène récent, la procrastination du sommeil consiste surtout à utiliser son smartphone tard dans la nuit.

La procrastination du sommeil ou procrastination du coucher est le fait de ne pas réussir à aller se coucher à l'heure prévue alors qu'aucun facteur externe n'y fait obstruction,,.

## Origine du terme
L'expression « procrastination du coucher » (bedtime procrastination) est devenue populaire à la suite d'une étude menée en 2014 aux Pays-Bas.
L'expression « procrastination de vengeance à l'heure du coucher,, » (en taïwanais 報復性熬夜, bàofù xìng áoyè,  en anglais revenge bedtime procrastination) aurait commencé à être utilisée pour la première fois en Chine et plus particulièrement à Taïwan, à la fin des années 2010, probablement en rapport avec le système de 996 heures de travail (72 heures par semaine). « Vengeance » parce que beaucoup pensent que c'est le seul moyen de prendre le contrôle de leur vie quotidienne. L'objectif est de se venger de journées à rallonge fatigantes et de se dégager du temps pour soi, quitte à grignoter du temps sur les heures de sommeil.
L'écrivaine Daphne K. Lee, originaire de Taipei et New York, a écrit à ce sujet sur Twitter, le décrivant comme « un phénomène dans lequel les gens qui n'ont pas beaucoup de contrôle sur leur vie diurne refusent de dormir tôt afin de retrouver un sentiment de liberté pendant les heures tardives de la nuit,. »

## Causes
Un individu peut remettre à plus tard le sommeil pour plusieurs raisons. La procrastination du sommeil se produit généralement lorsqu'un individu n'évite pas nécessairement le sommeil, mais continue plutôt à accomplir des activités qu'il juge plus agréables que le sommeil (comme regarder la télévision, lire un livre ou naviguer sur les médias sociaux). La facilité d'accès à des sources de distraction au XXIe siècle rend le phénomène beaucoup plus étendu que les décennies précédentes.
Une étude de 2016 sur des Néerlandais a conclu qu'une cause potentielle de la procrastination du sommeil pourrait être une faible maîtrise de soi.

## Conséquences
Une personne qui vit la procrastination de l'heure de coucher est susceptible de subir des effets liés au retard de sommeil. Une étude a indiqué que le phénomène est fréquemment associé à un manque de sommeil et à une plus grande fatigue tout au long de la journée.